# Champ Car World Series 2004
Le championnat 2004 de Champ Car (nouveau nom du CART à la suite de la banqueroute de ce dernier) a été remporté par le Français Sébastien Bourdais sur une monoplace du Newman/Haas Racing.

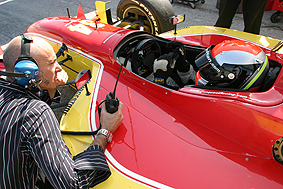
Nelson Philippe dans sa monoplace de l'équipe Conquest Racing.

## Courses 2004
| N° | Date         | Épreuve                | Vainqueur          | Écurie             |
| -- | ------------ | ---------------------- | ------------------ | ------------------ |
| 1  | 18 avril     | GP de Long Beach       | Paul Tracy         | Forsythe Racing    |
| 2  | 23 mai       | GP de Monterrey        | Sébastien Bourdais | Newman/Haas Racing |
| 3  | 5 juin       | GP de Milwaukee        | Ryan Hunter-Reay   | Herdez Competition |
| 4  | 12 juin      | GP de Portland         | Sébastien Bourdais | Newman/Haas Racing |
| 5  | 3 juillet    | GP de Cleveland        | Sébastien Bourdais | Newman/Haas Racing |
| 6  | 11 juillet   | GP de Toronto          | Sébastien Bourdais | Newman/Haas Racing |
| 7  | 25 juillet   | GP de Vancouver        | Paul Tracy         | Forsythe Racing    |
| 8  | 8 août       | GP d'Elkhart Lake      | Alex Tagliani      | Rocketsports       |
| 9  | 15 août      | GP de Denver           | Sébastien Bourdais | Newman/Haas Racing |
| 10 | 29 août      | GP de Montréal         | Bruno Junqueira    | Newman/Haas Racing |
| 11 | 12 septembre | GP de Monterey         | Patrick Carpentier | Forsythe Racing    |
| 12 | 26 septembre | GP de Las Vegas        | Sébastien Bourdais | Newman/Haas Racing |
| 13 | 24 octobre   | GP de Surfers Paradise | Bruno Junqueira    | Newman/Haas Racing |
| 14 | 7 novembre   | GP de Mexico           | Sébastien Bourdais | Newman/Haas Racing |

## Classement du championnat
| Classement | Pilote              | Pays               | Écurie                       | Nombre de points |
| ---------- | ------------------- | ------------------ | ---------------------------- | ---------------- |
| 1er        | Sébastien Bourdais  | France             | Newman/Haas Racing           | 369              |
| 2e         | Bruno Junqueira     | Brésil             | Newman/Haas Racing           | 341              |
| 3e         | Patrick Carpentier  | Canada             | Forsythe Racing              | 266              |
| 4e         | Paul Tracy          | Canada             | Forsythe Racing              | 254              |
| 5e         | Mario Dominguez     | Mexique            | Herdez Competition           | 244              |
| 6e         | A.J. Allmendinger   | États-Unis         | RuSPORT                      | 229              |
| 7e         | Alex Tagliani       | Canada             | Rocketsports                 | 218              |
| 8e         | Jimmy Vasser        | États-Unis         | PKV Racing                   | 201              |
| 9e         | Ryan Hunter-Reay    | États-Unis         | Herdez Competition           | 199              |
| 10e        | Oriol Servia        | Espagne            | Dale Coyne Racing            | 199              |
| 11e        | Justin Wilson       | Royaume-Uni        | Conquest Racing              | 188              |
| 12e        | Michel Jourdain Jr. | Mexique            | RuSPORT                      | 185              |
| 13e        | Mario Haberfeld     | Brésil             | Walker Racing                | 157              |
| 14e        | Rodolfo Lavin       | Mexique            | Forsythe Racing              | 156              |
| 15e        | Roberto Gonzalez    | Mexique            | PKV Racing                   | 136              |
| 16e        | Nelson Philippe     | France             | Rocketsports Conquest Racing | 89               |
| 17e        | Gaston Mazzacane    | Argentine          | Dale Coyne Racing            | 73               |
| 18e        | Guy Smith           | Royaume-Uni        | Rocketsports                 | 53               |
| 19e        | Alex Sperafico      | Brésil             | Conquest Racing              | 47               |
| 20e        | David Besnard       | Australie          | Walker Racing                | 18               |
| 21e        | Memo Gidley         | États-Unis         | Rocketsports                 | 15               |
| 22e        | Tarso Marques       | Brésil             | Dale Coyne Racing            | 9                |
| 23e        | Michael Valiante    | Canada             | Walker Racing                | 7                |
| 24e        | Jarek Janis         | République tchèque | Dale Coyne Racing            | 3                |